# Napier
Napier este un oraș din provincia Wes-Kaap, Africa de Sud.